# Международная психоаналитическая ассоциация
Международная психоаналитическая ассоциация (МПА, International Psychoanalytical Association) объединяет более 11 800 психоаналитиков и около 70 организаций-членов ассоциации. Ассоциация была основана в 1910 году Зигмундом Фрейдом по предложению Вильгельма Штекеля и Шандора Ференци.
МПА является главной организацией по регулированию практики и сертификации психоаналитиков. МПА проводит международные съезды психоаналитиков каждые два года, а также издаёт журнал The International Journal of Psychoanalysis.

## История
В 1902 году Зигмунд Фрейд пригласил к себе Вильгельма Штекеля, Альфреда Адлера, Рудольфа Рейтлера и Макса Кахане чтобы обсудить свои идеи по психоанализу. Эти встречи стали регулярными и по мере роста популярности психоанализа и привели к созданию МПА.
Идея создания Международной психоаналитической ассоциации оформилась в 1908 во время конференции в Зальцбурге и была озвучена Фрейдом 27 апреля 1908, а после Нюрнбергской конференции в марте 1910 года, где был разработан и принят официальный устав, Ассоциация была зарегистрирована и начала свою работу.

## Почётные президенты МПА
- 1949-1958 — Джонс, Эрнест
- 19??-1970 — Ханц Хартманн
- 1973-1982 — Анна Фрейд